# Білоруська народна самопоміч

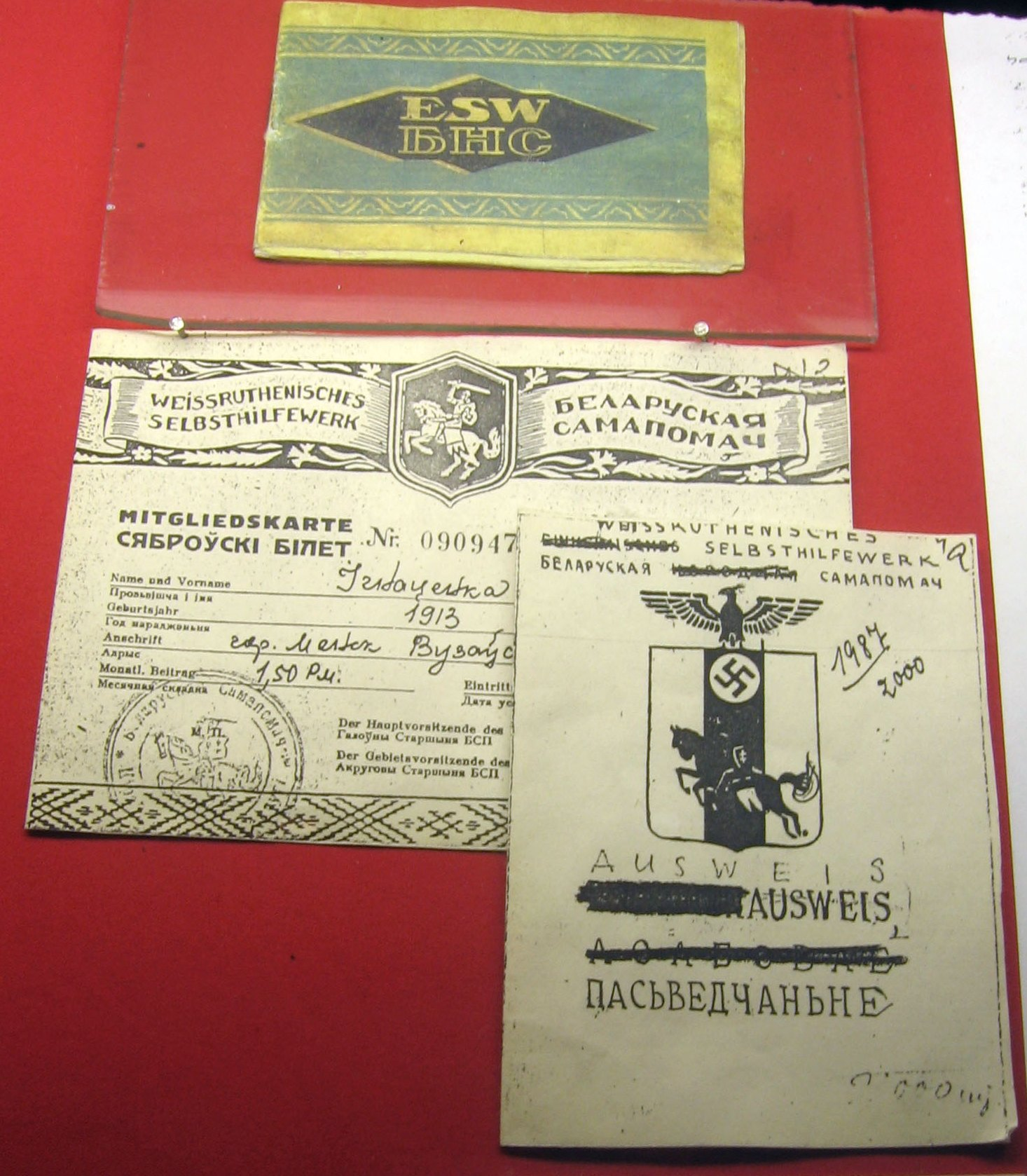
Документи членів Білоруської народної самопомочі

Білоруська народна самопоміч (БНС) — національна громадська організація, яка діяла в Генеральній окрузі «Білорусь» під час Другої Світової війни. За задумою німецького командування, організація повинна була перейняти всі функції Червоного Хреста.

## Історія
Білоруська народна самопоміч створена 13 жовтня 1941 за наказом генерального комісара Білорусі В. Кубе.
БНС очолювали Іван Єрмаченко (22 жовтня 1941 — квітень 1943), Вацлав Івановський (30 червня 1943 — листопад 1943), Ю. Соболевський (листопад 1943 — 1 лютого 1944). Керівний орган — Центральна рада (Централ, складалася з 13 відділів-рефератів), якій підкорялися окружні, районні і волосні відділи.
БНС діяла під контролем і керівництвом німецької влади. Склад Центральної Ради затверджував Кубе, правління окружних, районних і голів волосних відділів призначали відповідні ґебітскомісари, районні та волосні німецькі керівники.
Статут БНС проголошував її як благодійну народну організацію, яка ставить за мету «допомагати постраждалим білорусам від військових дій, большевицького та польського панування, допомагати відбудувати зруйнований чужинцями білоруський край, розширити та розвинути білоруську культуру».
БНС займалася збором грошових і матеріальних цінностей, продуктів харчування, взуття та зимового одягу, надавала матеріальну допомогу постраждалим від війни, займалася організацією закладів охорони здоров'я, доставкою друкованих видань в округи і повіти (наприклад, газети для селян «Голос села»).
На початку 1942 проведений з'їзд всіх лікарів Білорусі. На ньому ухвалено створення Білоруської лікарської професійної організації, відкриття Білоруського Медичного Університету та організувати матеріальну допомогу місцевим лікарям у час воєнного лихоліття.
БНС утримувала багато шпиталів, проводила розселення дітей до притулків, організовані на базі санаторіїв (до 10000 дітей).
Члени БНС брали участь в медичному огляді тих білорусів, які погодилися поїхати на роботу до Німеччини.
З'їзд керівників БНС (липень 1942), в якому брали участь Чоловіки Довіри, керівники БНС з округів і провідні бурмістри та керівники білоруської поліції домагалися внесення змін до статуту БНС і визнання за нею права самоврядування.
На з'їзді Центральної ради і окружних керівників БНС (березень 1943) розроблений меморандум, який вимагав повної автономії Білорусі, створення білоруського уряду та армії.
Підкреслювалося, що «уряд оголосить відокремлення Білорусі від СРСР і оголосить йому війну, як ворогу білоруського народу».
За сприяння БНС створювався Білоруський корпус самооборони. Однак німецька адміністрація розпорядженням від 18 березня 1943 обмежила діяльність БНС тільки охороною здоров'я та матеріальною допомогою населенню. І. Єрмаченко знятий з поста голови БНС і висланий з Білорусі.
У червні 1943 БНС реорганізована в Білоруську Самопоміч, діяльність якої відповідно до нового статуту обмежена збором пожертвувань, матеріальною допомогою, залученням нових членів. Керівником організації став Юрій Соболевський, колишній посол у Польському сеймі.
1 березня 1944 БНС передана до підпорядкування Білоруської центральної ради.
Відомі особи-діячі БНС: Ян Станкевич (заступник керівника), Вінсент Годлевський, Радослав Островський, архієпископ Філофей (Нарко), Вацлав Івановський, Антон Адамович, Владислав Козловський, Іван Касяк, Юліан Сакович (члени Головної Ради), Надія Абрамова (очолювала дитячий сектор).

## Члени Центральної ради БНС
- Іван Єрмаченко
- Антон Адамович
- о. Вінсент Годлевський
- Гринкевич
- Вацлав Івановський
- Симон Кандибович
- Владислав Козловський
- архієпископ Філофей (Нарко)
- Нікалаєвич
- Йосип Найдзюк
- Юліан Сакович
- Ян Станкевич
- Павло Свірид

## Кількість членів БНС (кінець 1942)[4]
| Ґебіт              | Районних представництв | Волосних представництв | Членів |
| ------------------ | ---------------------- | ---------------------- | ------ |
| Барановицький      | 8                      | 81                     | 8910   |
| Новогрудський      | —                      | —                      | —      |
| Слонімський        | —                      | —                      | 6000   |
| Глубоцький         | —                      | —                      | 1000   |
| Лідський           | —                      | —                      | 743    |
| Мінський міський   | —                      | —                      | 5628   |
| Вілейський         | 8                      | 40                     | —      |
| Мінський сільський | —                      | —                      | 9000   |
| Слуцький           | 5                      | —                      | 1004   |
| Ганцевицький       | —                      | —                      | 270    |
| Борисівський       | 2                      | —                      | 2050   |
| Разом              | —                      | —                      | 29605  |